# Оскар Мунцел
Оскар Мунцел (на немски: Oskar Munzel) е немски офицер, служил във Вермахта по време на Втората световна война и в Бундесвера след края ѝ.

## Биография

#### Ранен живот и Първа световна война (1914 – 1918)
Оскар Мунцел е роден на 13 март 1899 г. в Гримен, Мекленбург-Предна Померания. През 1917 г. се присъединява към армията. Произведен е в офицер шест дни преди края на Първата световна война.

##### Междувоенен период
Постъпва в Райхсвера, а след това във Вермахта. През 1938 г. заема поста щабен офицер към отдела отговорен за армейския персонал (Army Personnel Office).

#### Втора световна война (1939 – 1945)
През 1941 г. му е поверено командването на батальон от 6-и танков полк, а до края на годината и на самия полк. През 1943 г. преминава подготовка в няколко танкови училища. На 5 септември 1944 г. поема командването на 14-а танкова дивизия, пост който заема до 1 декември същата година. През януари 1945 г. е прехвърлен към 1-ва танкова армия. Там командва бойна група със специално предназначение. На 20 март 1945 г. е назначен за командир на 2-ра танкова фронт. На 6 април получава поста главнокомандващ на танковите войски на Западния фронт (Higher Panzer Officer at OB West). Заема го до края на войната.

##### Години след войната и смърт
След Втората световна война става генерал от Бундесвера и написва книгата „Die deutschen gepanzerten Truppen bis 1945“ – (на български: История на танковите войски). Умира на 31 март 1962 г.

## Военна декорация
| - Германски орден „Железен кръст“ (1914) – II (?) и I степен (?) - Германски орден „Кръст на честта“ (?) - Германски орден Железен кръст (1939, повторно) – II (?) и I степен (?) | - Орден „Германски кръст“ (1943) – златен (14 фебруари 1943) - Рицарски кръст (16 октомври 1944) - Германски „Федерален кръст за заслуги“ (?) |